# Peitoví-saintongès

El Saintongès amb la Petite-Gavacherie

El peitoví-saintongès o peitaví-saintongès, anomenat també el parlanjhe (poetevin-séntunjhaes o parlanjhe en peitoví-santongès; poitevin-saintongeais en francès) és una llengua romànica de la família de les llengües d'oïl però marcada per orígens occitans, parlada al nord de la regió de Nova Aquitània, la Vendée, el Pays de Retz i al sud de Maine-et-Loire (regió del País del Loira). També és parlada en certes regions d'Indre-et-Loire i la Dordonya, a les antigues províncies de Poitou i de la Saintonge, a França.
El peitoví-saintongès ha influenciat el francès del Quebec, l'acadien i el cadien (cajun).

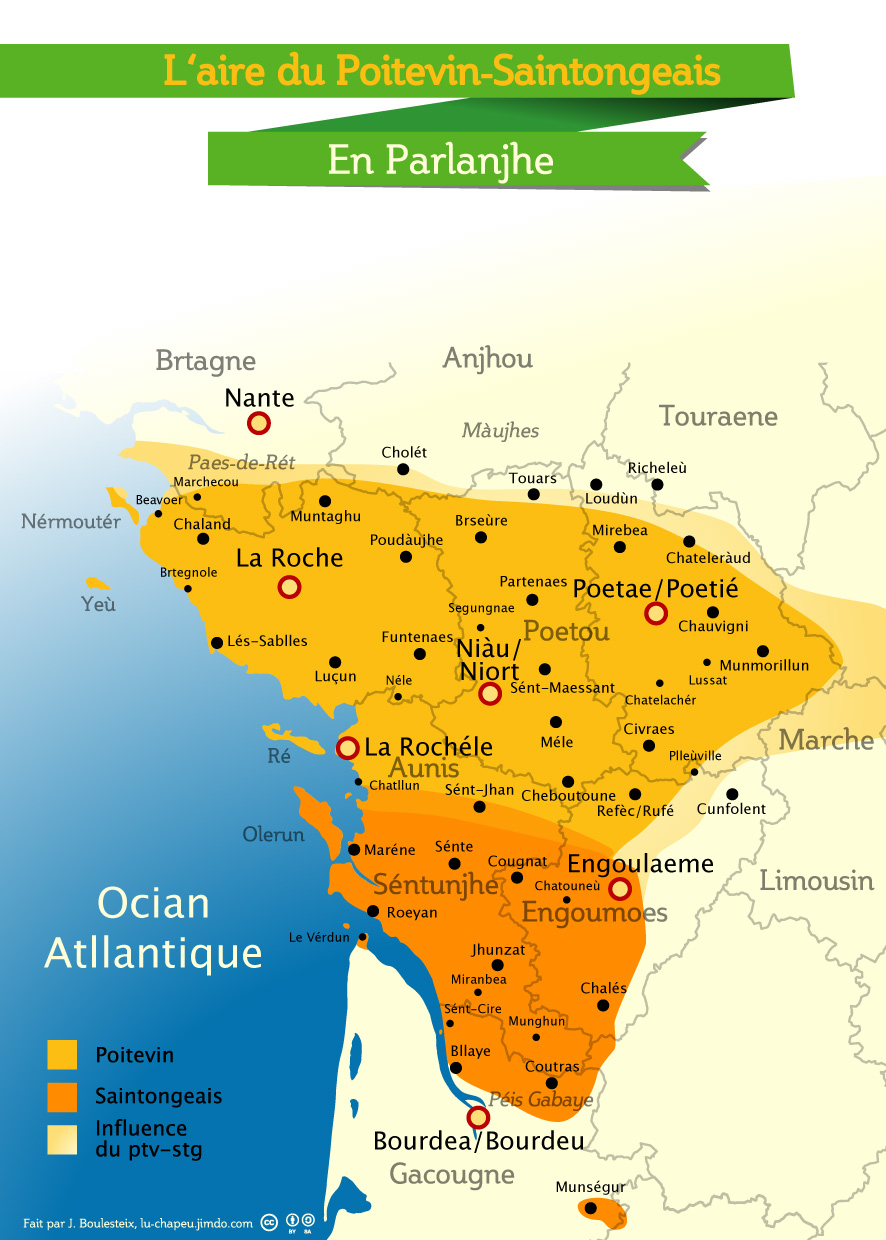
Àrea lingüística del peitoví-santongès, en parlanjhe.

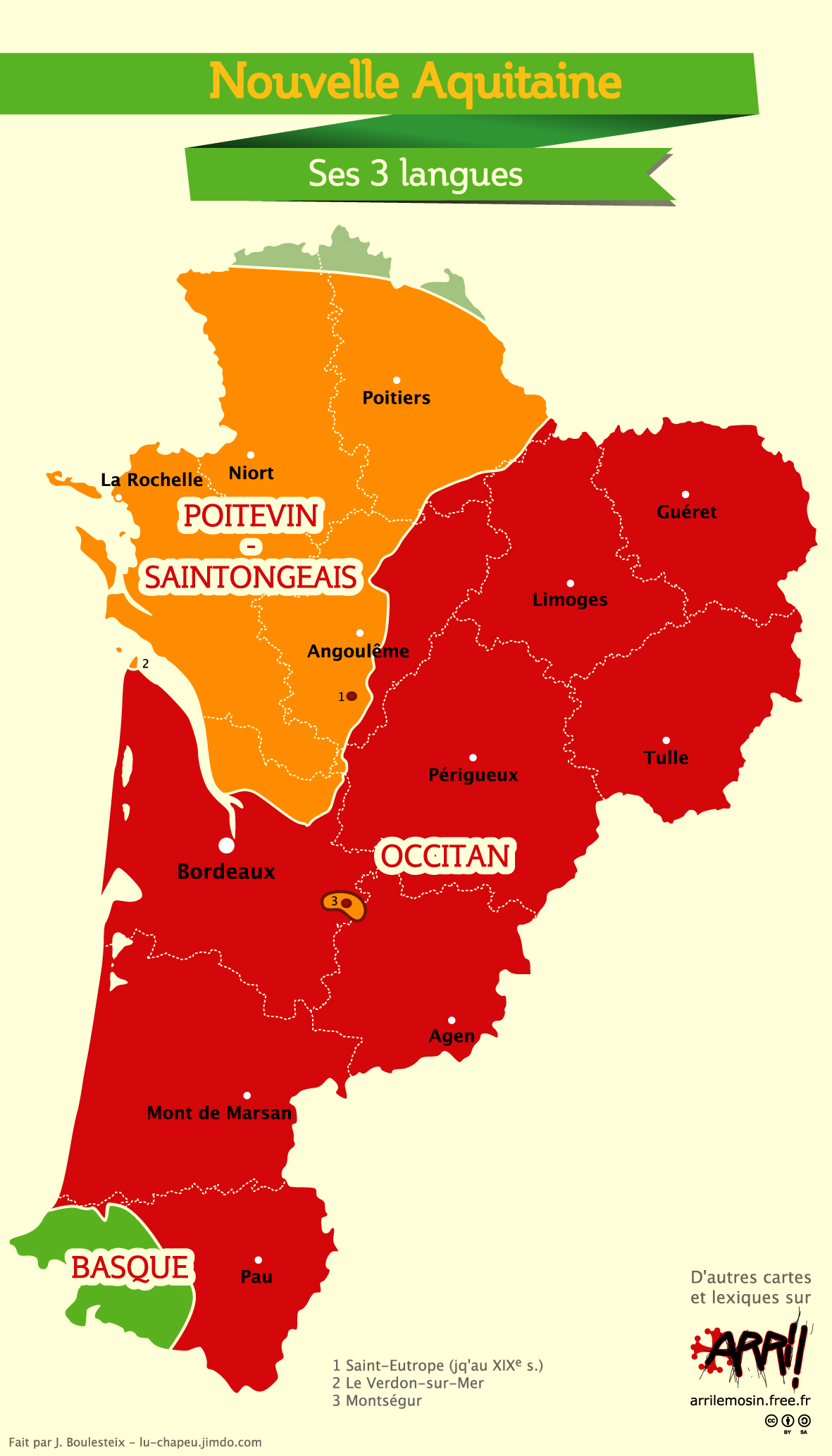
El parlanjhe en la nova regió amb les altres llengües.

## Ortografia
L'escriptura normalitzada del peitoví-santongès es va desenvolupar entre els anys 1985 i 1995; no és fonètica sinó fonològica (una mateixa grafia es pot pronunciar de diverses maneres)

## Característiques

### Pronunciació
- Les dígrafs jh i gh (davant e i i) es pronuncien en saintongès amb una forta aspiració,[1] [h] (la fricativa glotal no existeix pas en francès contemporani, però sí en anglès o en àrab ح). Per exemple : « monjhète » es pronuncia [monhet], « parlanjhe » es pronuncia [parlɑ̃h], "jh'avons manghé dau ghigourit", nosaltres vam menjar gigouri.
- th nota el so k humit, intermedi entre k i t: exemple: thieu drôle.
- L'h a començament de mot és també emmudida: tu devris bâzi d'honte, grand-t-haïssab', t'hauries de morir de vergonya, gran brivall.
- El so del francès estàndard « ien » és « eun »; per exemple, « un cheun » per « un chien », « un reun » per « un rien ».
- [wa] es pot pronunciar [e] : per exemple « droit » esdevé « dré ».
- La r es pronuncia forta [r].
- La i és lleugerament oberta. Ex: « utile » es pronuncia [ytɪl].

- En un bon nombre de parlants, l'é oberta [ɛ] no existeix. És substituïda per é tancada [e] a totes les posicions, però només en síl·laba tancada. Aiíi « lait » esdevé [lé], « paisible » esdevé [pézib]. Per contra l'ê o è (en síl·laba oberta) és exagerada lleugerament i diftongada; així « crème » es pronuncia [kraɛm], « Marennes » es pronuncia [maraɛn].

### Gramàtica
- El gir interrogatiu « est-ce que » + proposició assertiva, majoritària en francès parlat, és pràcticament absent en profit de la inversió del subjecte.
- La conjugació de nombrosos verbs en present es fa adjuntant el sufix [ã] (ant) al radical a totes les persones.
- La conjugació de nombrosos verbs en passat es fa usant l'auxiliar « avant » seguit del participi passat del verb a totes les persones.
- La referència gramatical és "La grammaire saintongeaise de Raymond Doussinet" (CF 1971 - Editions Rupella)

### Algunes expressions més usades
- Abeurnoncio, Brenouncio, o Brenoncio, per marcar negativa, resistència o simplement per accentuar la conversa; aquesta exclamació popular prové del llatí litúrgic « ab renuntio tibi, Satanas »
- Acabassé: molt, cansat, esgotat física i mentalment.
- Acacher: prémer pressionant molt fort (per exemple: acache su' quette pédale: recolza't més sobre el pedal, o acacher el tap d'una ampolla.
- Acertainer : afirmar
- Achaler : calor aclaparadora
- Achet: cuc de terra (lombriu); Burgaud des Marets ha escrit les poesies: In p'tit pilot d'achet
- Ajasse o ajhasse o "ageasse": bec (l'ocell), o dones xerrant.
- Affaire : truc
- Amuser ('s): perdre el temps.
- Baignassout : turista qui freqüenta la costa.
- Baïne : pou d'aigua a la platja (mot d'origen gascó).
- Balerit : xoriguer. També emprat per al falcó.
- Bespagne : moresc (deformació de blat).
- Beugner o bugner : cridar
- Beurgot : vespa

## Literatura

### Seglexiii
El primer testimoni escrit de l'idioma és en estatuts i documents legals que daten del segle xiii i el primer text imprès data de 1554. Guillem IX el trobador és conegut com el primer poeta en aquest idioma. Una tradició d'escrits teatrals i monòlegs dramàtics per a ser representats tipifica la producció literària en aquesta llengua.
Els testimoniatges escrits més antics daten del segle xiii. Coneguts amb el nom de « Chroniques saintongeaises », es troben al « Turpin saintongeais » (escrit part en occità i part en saintongès antic) i « Tote l'istoire de France », que serà l'obra d'un clergue de Saint-Eutrope de Saintes. No es trobà cap altre escrit fins al segle xviii.

### Seglexviii
Un recull anònim format per 39 peces en vers, d'ells 18 en saintongès, atribuïts a Jacques Besse, que fou sacerdot d'Annepont, vora de Taillebourg a Charente Marítim, fins a la seva mort el 1771,.
El 1876 fou fundat el diari Annonces et affiches des provinces de Saintonge et d'Angoumois per François Bourguignon dit Bourignon, després reanomenat Journal de Saintonge et d'Angoumois. Hi publicà articles i escrits en dialecte de Jean Vanderquand, capellà de Gémozac, el seu nebot François-Alexis de Meschinet i l'abat Alexandre de Meschinet, mestre del seminari de Montlieu.
L'abat Augustin Rainguet creà al petit seminari de Montlieu una veritable escola i una grafia més simple. Les butlles papals són traduïdes al saintongèss, s'hi organitzen espectacles i s'hi escriuen cançons com la d'Alexandre de Meschinet, la Chanson de Robineau et son fils visitant le petit séminaire de Montlieu.

### Seglexix
Als segles xix i xx es van establir publicacions periòdiques, com ara el setmanari Le Subiet, que es publica des del 1901.
Burgaud des Marets (1806–1873) escriví algunes peces de teatre com la Maleisie i faules en vers, tots ells plens de malícia saintongesa.
Lea caricatures saintongeses de Barthélemy Gautier (1846-1893), una antologia dels quals fou editada el 1992, marcaren aquesta època. També hi aparegueren nombroses revistes humorístiques com Fariboles saintongheaises creada el 1878, le Rigolo creada el 1882, les Gens d'cheu nous creada el 1895.
Pierre Jônain (1799-1884) escriví diverses peces còmiques i un Dictionnaire du Patois saintongeais, imprès a Royan, el 1879. Arthur Éveillé (1835-1900) publicà el 1887 un Glossaire saintongeais : étude sur la signification, l'origine et l'historique des mots et des noms usités dans les deux Charentes. La seriositat d'aquest document el farà una de les principals fonts del Glossaire des parlers et patois de l'Aunis et de la Saintonge de Georges Musset (1844-1928), historador autor de nombroses publicacions sobre història i lingüística local.

### Seglexx
El 1901 Octave Daviaud fundà a Matha el diari Le Subiet (el xiulet) i el 1902 el metge Athanase Jean representa per primer cop la seva peça la Mérine à Nastasie. Però el gran promotor de la parla saintongesa en el segle xx fou el barde saintongeais Goulebenéze, popularitzat per Odette Comandon, autora de comèdies i contes, actriu i contista en parla local.
L'Acadèmia de Saintonge fou creada el 1957. Raymond Doussinet publicà el 1958 Le Patois savoureux de Saintonge, el 1963 le Paysan Saintongeais dans ses bots, seguit de Travaux et Jeux en vieille Saintonge el 1967 i de La Grammaire saintongeaise el 1971.
La SEFCO (Société d'ethnologie et de folklore du centre-ouest) s'encarrega de reviscolar la llengua regional a través de la revista Le Subiet, i el subiochon.
La revista Xaintonge, creada el 1997, es publica dos cops l'any i publica articles tant en francès normatiu com en saintongès. El 2010 va publicar finalment el Grand lexique du Patois charentais amb més de 30.000 mots i expressions, així com 1.000 fotos.
Actualment el saintongès és parlat sobretot pels ancians i encara s'usa a les fires (referència Jean-Claude Lucazeau, les Saintongeais font de la résistance. Éditions Bordessoules). És emprat també per les joves generacions com a signe de d'identitat amb la cultura saintongesa. Encara es troba en espectacles, revistes i emissions de ràdio. Alguns mots del saintongès són emprats encara a la regió. Des mots comme la since (fregona) són tan estesos que sovint són presos erròniament com a mots francesos.
Els espectacles són molt populars, tant en companyies teatrals (Buzotiâs de Jhonzat, Soubrants de Saint-Simon de Pelouaille, Vestugheons de Chatignât, Durathieurs de Haute-Saintonge, Déjhouqués de l'illa d'Oléron, les Branle-Mijhot...), els rondallaires (le Grand Simounet, Peulouc, La Mounette des Chérentes, Nono Saut' Palisse, Châgne dret, Céléstin Beurdassou, Francine Besson, Piqthiu, Pierre Péronneau, Charly Grenon, Albertine Pissedru, Birolut, i altres...), els dansaires (Batégails de Saintonge, les Ballerits de Saintonge, Gars d'au Pays Bas) o els rockers (Binuchards).
El saintongès està ben present i els escrits saintongesos són força prolífics.

## Controvèrsia
El març de 2007 es va presentar a la Delegació General per a l'idioma francès i les llengües de França una sol·licitud de reconeixement del saintongès com a llengua de França pel Col·lectiu de Defensa de la identitat saintongesa. El delegat, Xavier North va respondre el 27 de febrer de 2007 
| « | Per tant, sembla legítima la concessió de la seva sol·licitud de reconeixement, [...]. Així el saintongès és inclòs en la llista de llengües utilitzada per la DGLFLF, com el peitoví i altres llengües d'oïl | » |

El president de Defensa i Promoció de les Llengües d'oïl (associació nacional que reuneix les llengües d'oïl com el peitoví-saintongès), va expressar la seva sorpresa a la DGLFLF. La resposta del mateix Xavier North el 26 d'abril de 2007 fou
| « | La meva decisió s'ha d'entendre per a la llista d'idiomes emesa pels meus serveis (i que no té cap validesa jurídica): en el llengües d'oïl, una coma pren el lloc d'un guió. […] No cal dir que el terme "peitoví-sanitongès" conserva la seva legitimitat arreu, sabem que la vitalitat d'una llengua no es decreta, i que els noms que donem són de poca importància en comparació amb les obres que s'hi expressen. | » |

Per comprendre millor la posició de la DGLFLF, reflectida al seu lloc web, i consultant el document titulat Méthodes d'apprentissage des langues de France, en el capítol titulat Llengua(s) d'oïl, on la "s" entre parèntesis ja és un primer símbol de la dificultat en el nomenament d'aquestes parles, hi trobem els següents capítols: 1/ Xampanyès, 2 / Gal·ló, 3 / Morvandiau, 4 / Normand, 5 / Picard, 6 / peitoví i saintongès. Hi constatem que el "peitoví i saitongès" està en el mateix pla que el normand o el picard. Aquí es troba l'anàlisi de la situació del "peitoví i saintongès": 
| « | Aquesta llengua d'oïl [notem el singular] cobreix una àrea gran i està dividida en diversos dialectes intercomprensibles. Té molts parlants. També es divideix entre diverses regions administratives, País del Loira (departament de la Vendée), Poitou-Charentes i Aquitània (al nord de la Gironda). | » |

Per a alguns ens trobem en presència d'un sol idioma peitoví, avui mal anomenat "peitoví i saintongès" (o peitoví-saintongès), i que dins d'ella hi ha petites variacions locals, en particular, un dialecte saintongès. Per a altres, saintongès i peitoví són dues llengües d'oïl diferents, cadascun amb una literatura pròpia i amb diferències molt marcades que eviten la intercomprensió. Finalment, per a altres, poiteví i saitongès són llengües semblants unides en un espai lingüístic entre el Loira i el Gironda.
Per als parlants de saitongès que han defensat el reconeixement del saintongès com a llengua de França (agrupats en el "Col·lectiu de defensa de la Identitat Saintongesa" i el periòdic Xaintonge), el peitoví-saintongès és una invenció d'universitaris peitovins per a defensar la creació de la regió de Poitou-Charentes. Per a ells el terme peitoví-saintongès va ser creat el 1970 per charentesos i peitovins desitjosos de donar un nou impuls a la llengua peitovina (però ara sabem que aquest terme és molt més antic, es troba el 1905). El nou terme "peitoví-saitongès" ha de ser el terme que els uneixi, però ni peitovins ni saitongesos s'hi identifiquen. En aquest idioma no es troba cap obra literària a part d'un diccionari i una gramàtica.
Entre gener de 2007 i gener de 2010 el peitoví-saintongès deixà d'aparèixer en la llista d'idiomes de França, llengües d'oïl, al web de la DGLF del Ministeri de Cultura. Saintongès i peitoví eren considerades llengües separades de ple dret. Tanmateix, en una publicació de la DGLFLF de 2009 encara s'utilitzava el terme peitoví-saintongès. La parla saintongesa és llengua autònoma de França des del 27 de gener de 2007 (cf. carta oficial de la DGLFLF de 27 de gener de 2007 signada per Xavier North). Com a tal, està inscrita en l'article 75.1 de la Constitució a títol de patrimoni nacional des de 28 de maig de 2008.
No obstant això, el terme peitoví-saintongès torna a aparèixer en la llista de llengües de França, llengües d'oïl, de començament de 2010 al web de la Delegació General per a l'idioma francès i les llengües de França (DGLFLF), servei del Ministeri de Cultura, redactat de la manera següent: peitoví-saintongès [en les dues varietats: peitoví i saintongès].
Immediatament s'ha constituït un Col·lectiu per la Defensa de la Identitat Saintongesa.

## Parlants
François Rabelais va néixer a Chinon i va ser educat a Fontenay-le-Comte i per tant, era coneixedor de la llengua.

## Dialectes
- Pays de Retz
- Marais de Challans o Marais nord
- Niortais, Mellois, Saint-Maixentais
- Bressuirais, Mirebalais
- La Vendée
- Saintongès

## Exemple de text
- En peitoví-santongès : le poetevin-séntunjhaes ét de l'aeràie daus parlanjhes d'oéll, mé le cote l'aeràie de çhélés d'o. O fét que l'at daus marques daus deùs bords. Mé l'at étou daus marques rén qu'a li.
- En català: El peitoví-santongès és dins la zona de les llengües d'oïl, però en contacte amb l'àrea de les llengües d'oc [sic]. Per això té característiques dels dos costats. Però té també característiques pròpies.

## Proverbis
- Meûx vaut chômer que mal moudre ! (Val més no fer res que treballar malament)
- Beunaise se mache à bout de ne rin faire ! (La comoditat es perd a força de no fer res)
- Qui va chapt'it, va loin ! (Qui va tranquil·lament va lluny)
- Meûx vaut s'moucher deux fois que s'arracher le nez ! (Val més mocar-se dos cops que arrancar-se el nas)